# Здание Земского приказа
Здание Земского приказа — памятник русской гражданской архитектуры рубежа XVII—XVIII веков, занимавший северную сторону Красной площади до постройки Государственного Исторического музея.

## История
Северную сторону Красной площади с 1597 года занимал Земский приказ. На его месте в 1699 году была образована выборная бурмистерская палата (по образцу органов местного самоуправления в западно-европейских городах). Таким образом, здание Земского приказа, несмотря на своё название, строилось именно как ратуша. Органы городского самоуправления Москвы располагались в здании вплоть до его разборки.
В 1700 году несколько помещений на втором этаже были переданы вновь образованной Главной аптеке. Чуть позже была открыта первая московская австерия.

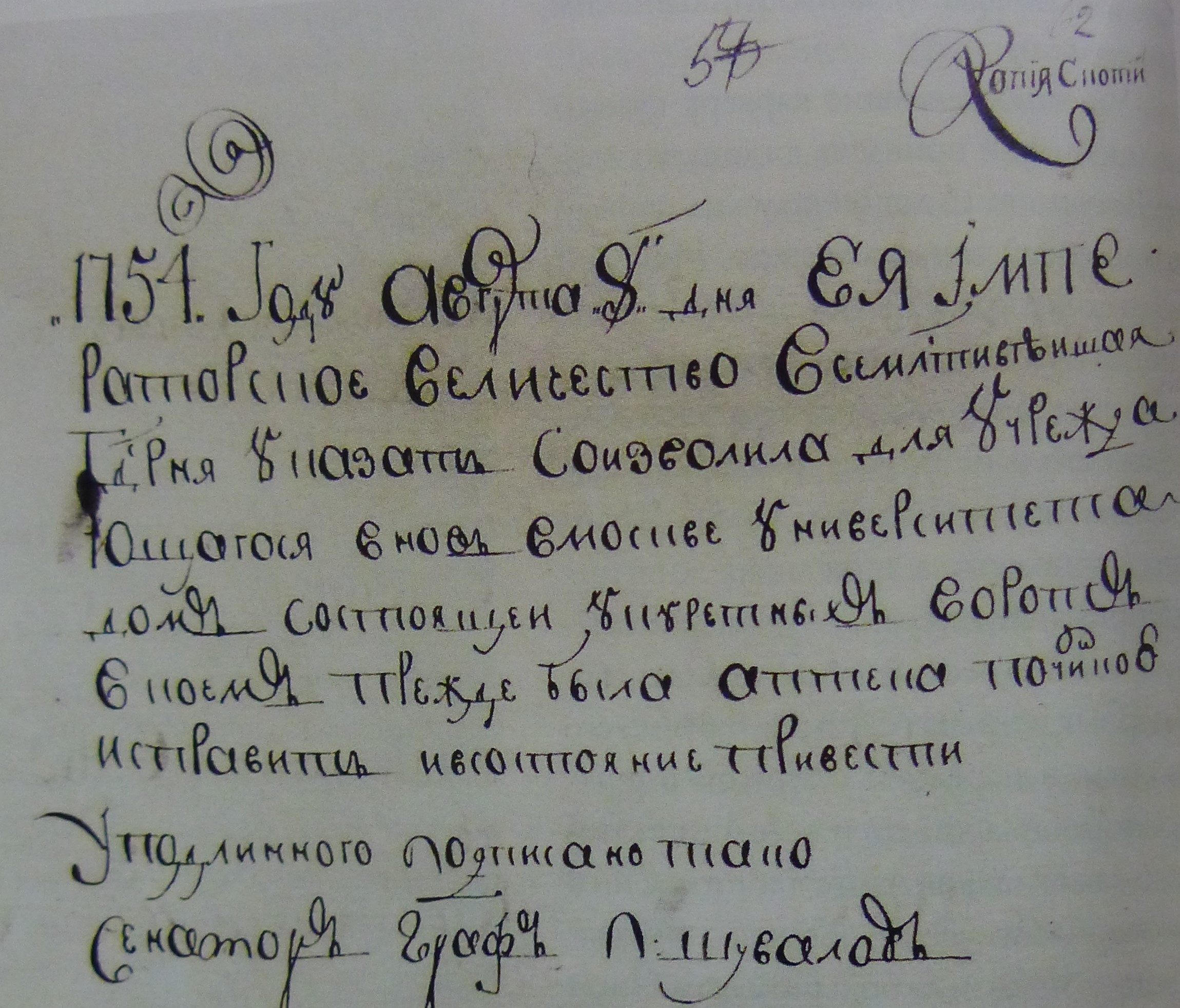
Указ от 8 августа 1754 года о передаче здания университету

Указом императрицы Елизаветы Петровны от 8 августа 1754 года дом был передан учреждаемому Императорскому Московскому университету. Во второй половине 1754 — начале 1755 года помещение Главной аптеки было перестроено московским городским архитектором Д. В. Ухтомским, приспособившем его для занятий университета. Именно здесь 26 апреля 1755 года состоялась церемония инаугурации Московского университета. Московский университет занимал часть помещений здания вплоть до сооружения отдельного комплекса университетских зданий на Моховой улице (в 1793 году).
Здание Главной аптеки с самого начала мало удовлетворяло всем потребностям университета, поскольку в нём помимо лекционных аудиторий размещались учебные классы университетской гимназии, библиотека и минералогический кабинет, химическая лаборатория, типография с книжной лавкой. С начала 1760-х годов значительная часть учебных помещений переведена из Аптекарского дома в Главный корпус Московского университета.
В 1793 году Университет окончательно покинул помещения Аптекарского дома, который постепенно обветшал и был разобран (1874) в связи со строительством здания Исторического музея. На стене музея находится мемориальная доска в память об основании на этом месте Императорского Московского университета.

## Архитектура

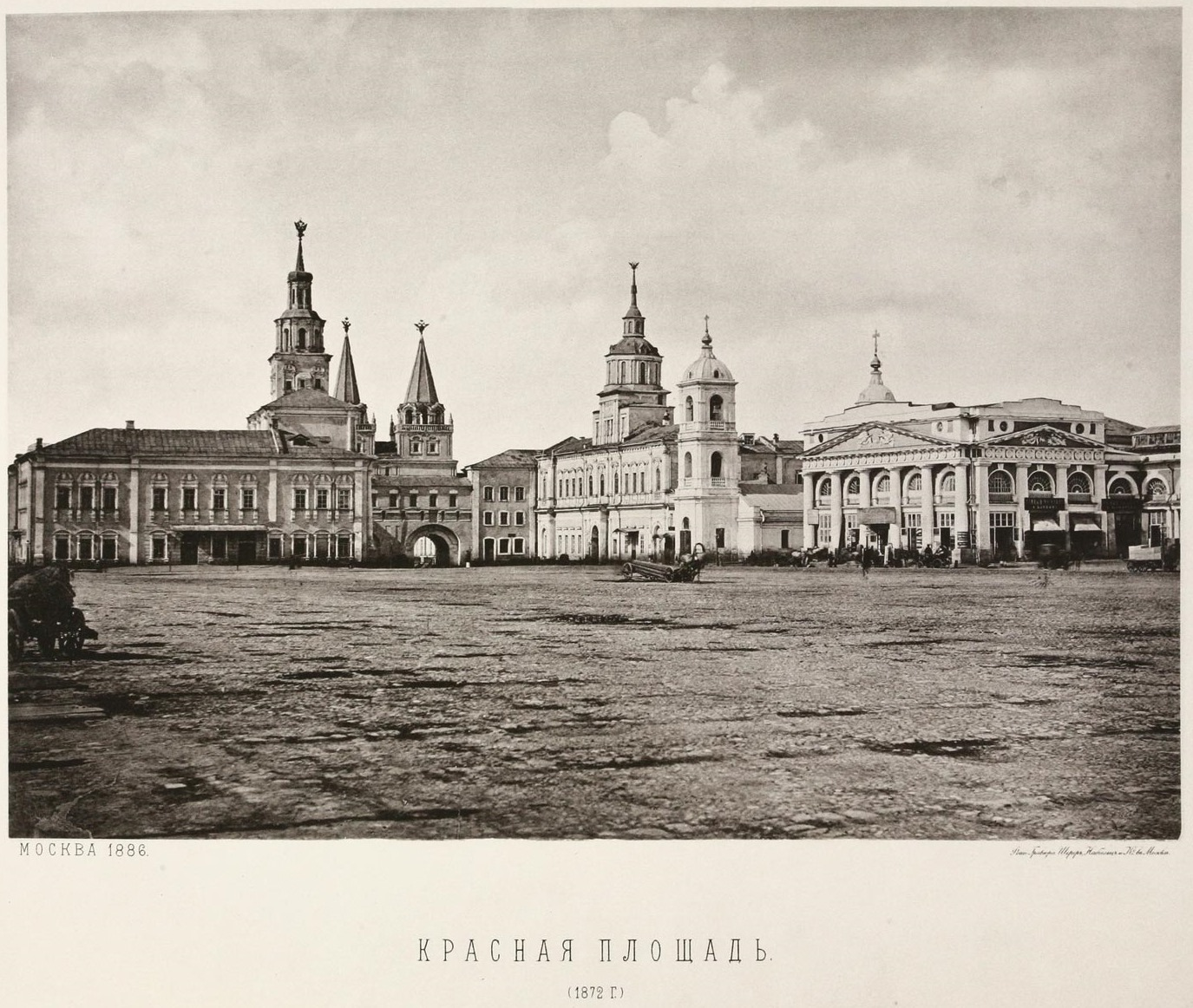
Фотография 1872 г — незадолго до сноса (здание Главной аптеки — слева)

Здание было сооружено в стиле московского барокко и по своим формам, принадлежавшим к архитектуре петровской эпохи, напоминало московскую Сухареву башню. Главный фасад ратуши был богато украшен изразцами, часть которых (оконные наличники) аналогична оформлению Крутицкого теремка (1693/1694, архит. О. Д. Старцев, Л. Ковалёв). Были также использованы новые композиции с двуглавыми орлами и панно для украшения тумб колонок фасада. Ратуша являлась частью ансамбля гражданских зданий петровской Москвы. Элементы изразцового оформления фасадов ратуши сохранились в собрании Исторического музея. С башней Главной аптеки перекликались сходные по архитектурному решению и высоте башня здания Присутственных мест (не сохранившаяся) и соборная церковь Заиконоспасского монастыря.
В основе здания находились двухэтажные корпуса, соединённые обходными галереями и замыкавшие внутренний двор. Внутреннее пространство носило ещё средневековый характер и было разобщено на множество «клетей», лишь в основании четырёхъярусной башни имелось несколько протяжённых аудиторий. В верхнем ярусе башни первоначально находилась звонница, шпиль башни был увенчан двуглавым орлом.